# 哈里·M·N·H·欧文
哈里·M·N·H·欧文（英語：H. M. N. H. Irving，全名Harry Munroe Napier Hetherington Irving，1905年11月19日—1993年6月20日）是一位英国化学家，在牛津大学获得本科、硕士与博士学位，1930年毕业后留校任教至1961年。在1940年代主攻配位化学，1953年与其博士生R·J·P·威廉斯共同提出了关于二价过渡金属和螯合物亲和力的欧文-威廉斯序列
。欧文1961至1971年间在利兹大学任教，1979至1985年间在开普敦大学任教。